# Aprilrevolutionen (Sydkorea)

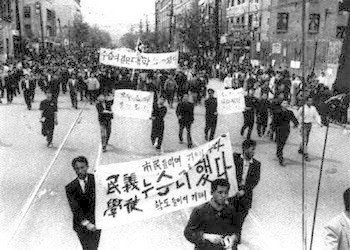
Demonstrationen 19 april 1960

Aprilrevolutionen (4·19혁명) i Sydkorea inträffade mellan den 15 mars och 26 april 1960 och var den första demokratiska revolutionen i modern koreansk historia.

## Bakgrund
Även om landet uppnådde ekonomisk tillväxt efter Koreakrigets slut skedde detta under diktatur och korruption. Flera olika demokratiska organisationer gjorde motstånd mot landets regering som ett resultat av dess missbruk av den politiska makten. 
År 1948 tillträdde Syngman Rhee som Sydkoreas allra första president och kom att stanna vid makten både under och efter kriget fram till år 1960. Under hans diktatoriska styre pågick omfattande korruption. Vid valet i mars 1960 återvaldes Rhee för en fjärde period som president, men i efterhand avslöjades omfattande valfusk. 
Som en reaktion mot valfusket samlades en stor demonstration i staden Masan den 15 mars 1960. Regeringen beordrade polisen att slå ned protesterna och mobiliserade även organiserade kriminella grupper. Det våldsamma ingripandet mot protesterna ledde till ytterligare demonstrationer över hela landet. 4 000 studenter från Korea University i Seoul började protestera framför nationalförsamlingens byggnad. Studenterna avslutade demonstrationen fredligt och återvände till skolan där de sedan blev misshandlade av organiserade kriminella grupper. Vid det här laget hade befolkningen fått nog och krävde presidentens avgång.
Den största demonstrationen skedde den 19 april då upp mot etthundratusen deltog. Polis sköt mot de protesterande vilket ledde till cirka 185 dödade. Efter att protesterna en vecka senare hade blivit för omfattande tvingades presidenten att avgå och lämna landet den 26 april 1960. Syngman Rhee levde sina sista fem år i livet i exil på Hawaii.

## Minnesdag
Revolutionen har namnet "4·19혁명" i Sydkorea, dvs. "19 april revolutionen". Man minns dagen varje år den 19 april som "4·19혁명일", dvs. "19 april revolutionens dag". Den här dagen besöker många människor en specifik kyrkogård (국립4·19민주묘지) i Gangbuk-gu, för att hedra de som kämpade för demokratin. Inne på kyrkogården finns ett torn (4·19혁명기념탑) som man besöker för att minnas de som skadades eller gav sina liv för demokratin.